# St. Mathilde (Quedlinburg)

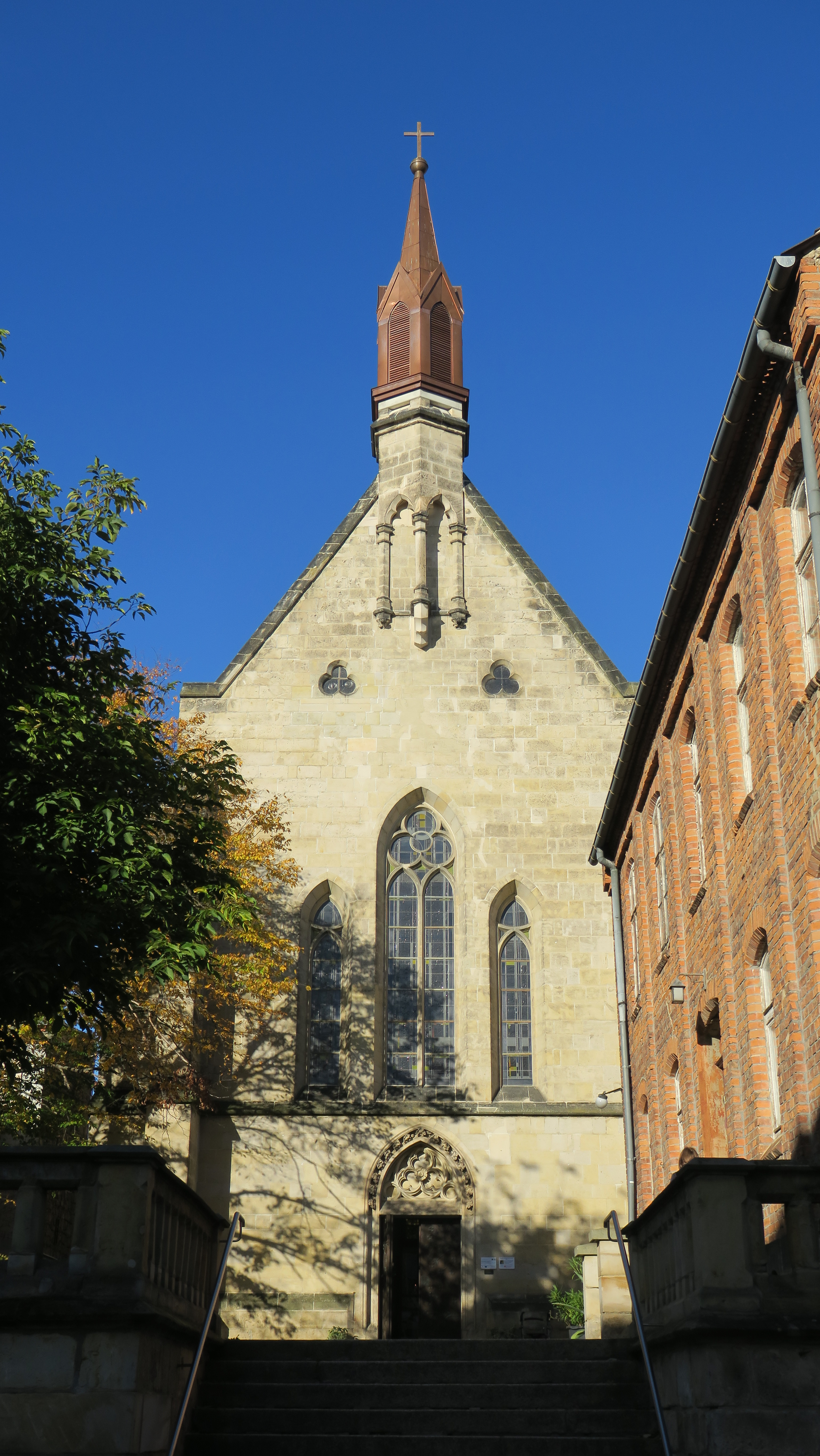
St. Mathilde (2021)

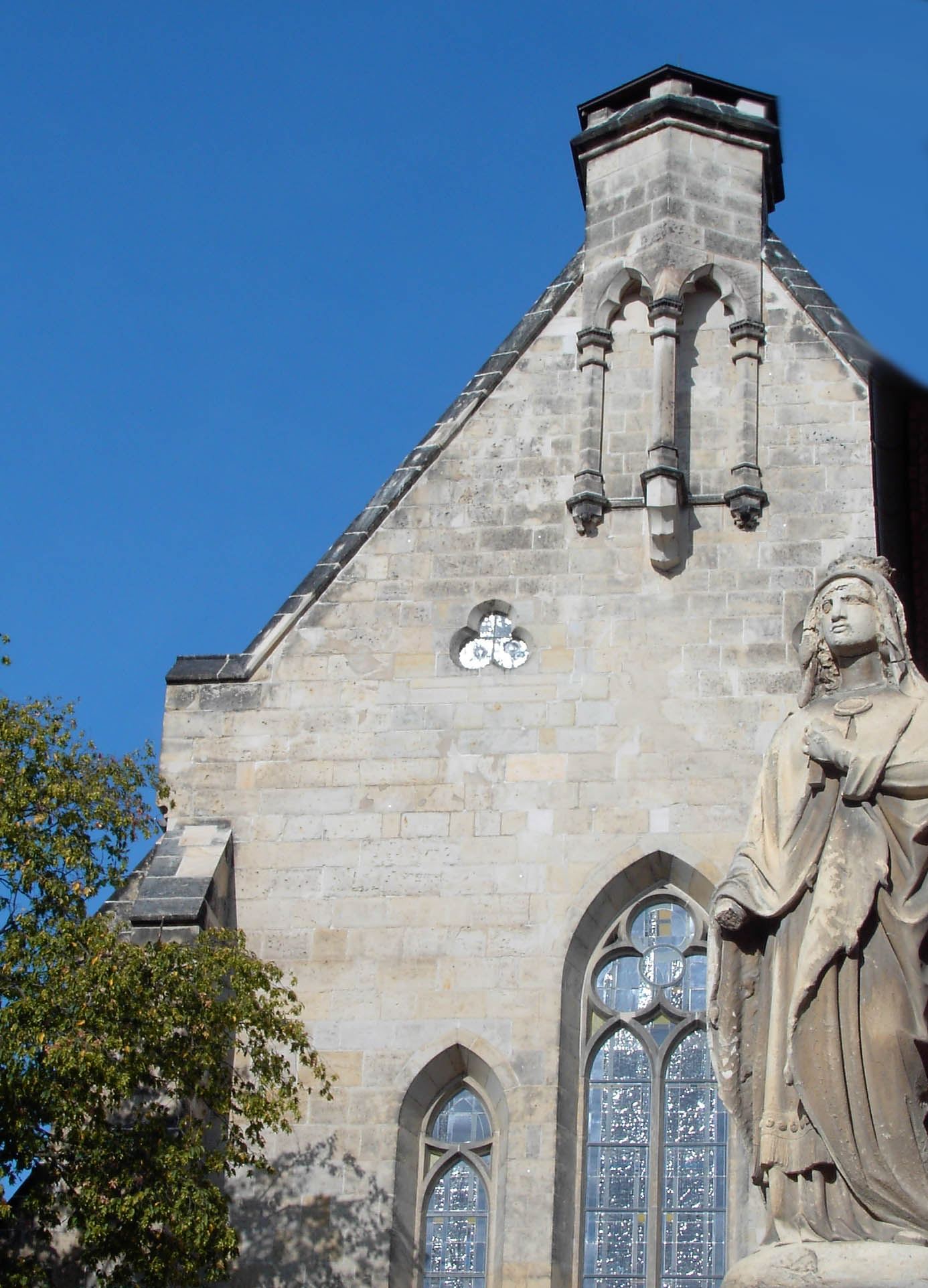
St. Mathilde in Quedlinburg, noch ohne neuen Dachreiter (2006)

St. Mathilde, auch St. Mathildis, in Quedlinburg ist die Pfarrkirche der römisch-katholischen Sankt-Mathilden-Gemeinde und der gleichnamigen Pfarrei. Sie gehört zur katholischen Pastoralregion Harz (ehemals Dekanat Halberstadt) im Bistum Magdeburg und ist im Quedlinburger Denkmalverzeichnis eingetragen.

## Architektur
Obwohl die einschiffige neugotische Kirche an einer höher gelegenen Stelle gebaut ist (auf den Wall der Stadtmauer; Neuendorf 4), entzieht sie sich den Blicken der Besucher der Stadt.
Sie war die erste vollendete Kirche des bekannten Architekten Friedrich von Schmidt (Bauzeit 1854–58) und ist auch die zweitjüngste der Stadt Quedlinburg. Schmidt war einer der bedeutendsten Neugotiker Österreichs. Zu seinen hervorragendsten Werken zählen die Arbeit am Aufbau des Kölner Doms und der Bau des Wiener Rathauses sowie die Restaurierung des Stephansdomes. Am 7. Juli 1854 erfolgte die Grundsteinlegung für die St.-Mathilde-Kirche, und am 6. Juni 1858 wurde sie von Bischof Konrad Martin von Paderborn konsekriert und der Heiligen Mathilde, Ehefrau König Heinrich I., geweiht.
Mit ihrer schlichten Architektur passt sich die Kirche gut dem mittelalterlichen Stadtbild an.
Der kleine steinerne Dachreiter über der östlichen Giebelwand musste wegen Bauschäden im Januar / Februar 1984 abgetragen werden. Bereits zum Weihnachtsfest 1983 fielen erste Steine vom Dachreiter herab. Die Glocke wurde bis 2007 in der Kirche, anschließend bis 2021 im ehemaligen Pfarrhaus eingelagert. Am 18. Juni 2021 wurde ein neues Holztürmchen auf den verbliebenen Stumpf vom alten Steintürmchen aufgesetzt und auch die Glocke wurde wieder eingesetzt. Dem Dachreiter wurden am 6. August 2021 sein Knopf mit Kreuz aufgesetzt. Offiziell sind damit die Arbeiten am neuen Türmchen beendet. Auch die Glocke ist seit diesem Tag in Betrieb.
Die großen Fenster an beiden Seiten des Kirchenschiffs lassen viel Licht in das Innere. Beim Eintreten zieht das moderne Altarbild sofort den Blick auf sich. Nach einer Umgestaltung des Chorraumes 1953 schuf der Hallenser Künstler Meinolf Splett dieses Triptychon über dem Tabernakel. Im Mittelfeld sitzt Christus mit zum Segnen und Verkünden erhobener Hand, umgeben von Engeln und Heiligen. Auf den Seitenflügeln ist die hl. Mathilde dargestellt, als Königin und Gründerin des Stifts, als Patronin dieser Kirche und als Mutter und Wohltäterin.
Die gotische Pietà (um 1400) auf dem kleinen Seitenaltar, von unbekanntem Künstler geschnitzt, war bis vor wenigen Jahren in der Kirche St. Wiperti aufgestellt.
Drei Bleiglasfenster von einer Kölner Glasmalerei finden sich im Chorabschluss. Im mittleren ist die heilige Mathilde zu sehen, neben ihr der Patron des Erzbistums Paderborn St. Liborius, im linken Fenster die Patrone der Stiftskirche St. Dionysius und St. Servatius, im rechten Mathildes Sohn Bruno und ihr Urenkel St. Heinrich. Zwei der großen Fenster wurden durch Hagel im August 2011 stark beschädigt und durch die Glasmalerei Schneemelcher in Quedlinburg restauriert. Von gleicher Firma gefertigt sind die Buntglasfenster über dem Eingang der Kirche, die von einem regionalen Künstler im modernen Stil entworfen und bei der Sanierung 2003 eingebaut wurden.
Die aus Sandstein gearbeiteten Kreuzwegstationen stammen vom Bildhauer Mormann. Die Seitenfenster wurden während der Sanierung 2003 restauriert und damit dem ursprünglichen Aussehen wieder angenähert.

### Orgel
Die Orgel wurde ursprünglich für eine andere Kirche konzipiert, dann jedoch nach St. Mathilde überführt. Ursprünglich mit Blasebalg angetrieben (noch bis heute funktionsfähig erhalten geblieben ist die Kalkantenglocke) erzeugt heutzutage ein Motor den notwendigen Wind. Bei der letzten Restaurierung der Orgel konnten nur die Außenhülle und die Pfeifen instand gesetzt werden, die mechanische Traktur bleibt noch reparaturbedürftig. Das Instrument hat 14 Register auf zwei Manualen und Pedal.
| I Hauptwerk    |     |
| Bordunbaß      | 16′ |
| Prinzipal      | 8′  |
| Hohlflöte      | 8′  |
| Viola di Gamba | 8′  |
| Oktave         | 4′  |
| Mixer IV       | 2′  |

| II Brustwerk     |       |
| Flauto amabile   | 8′    |
| Lieblich gedacht | 8′    |
| Gedecktflöte     | 4′    |
| Principal        | 2′    |
| Quinte           | 1 ⁄3′ |

| Pedal     |     |
| Subbaß    | 16′ |
| Oktavbaß  | 8′  |
| Choralbaß | 4′  |

- Koppeln: I/II, I/P

## Pfarrei und Gemeinde
Bis zur Neuordnung der katholischen Bistümer nach dem Wiener Kongress gehörte Quedlinburg kirchlicherseits zum Apostolischen Vikariat des Nordens. Als Teil der preußischen Provinz Sachsen wurde die Stadt 1812 dem Bistum Paderborn zugeordnet. Die seelsorgerische Versorgung der Gläubigen erfolgte von 1820 bis 1842 von Adersleben aus, in Quedlinburg fanden die Gottesdienste im Bibliotheks- oder Kapitelsaal des Schlosses statt. Zwischen 1842 und 1848 übte die Pfarrei Hedersleben die Seelsorge in Quedlinburg aus, die Gottesdienste fanden ab 1842 in der St.-Benedikti-Kirche und ab 1846 im Kapitelsaal, später bis zur Fertigstellung der St.-Mathilde-Kirche einem anderen Raum des Schlosses statt.
1844 erfolgte in Quedlinburg die Gründung einer katholischen Privatschule, die am 1. April 1939 von den Nationalsozialisten geschlossen wurde. 1848 wurde mit Kaplan Johann August Koch ein erster Missionar wieder für Quedlinburg tätig, seit 1849 werden in Quedlinburg katholische Kirchenbücher geführt. Zum 1. Juni 1850 erwarb Koch das Hausgrundstück Neuendorf 588 (später 7), auf dem 1854 der Bau der Kirche begann. Bereits 1853 wanderte Koch nach Amerika aus, in Quedlinburg trat Kaplan Wilhelm Elsing († 1. Mai 1885) seine Nachfolge an. Damals gehörten zur Missionsgemeinde Quedlinburg schon rund 500 Katholiken. Am 7. Juli 1854 erfolgte die Grundsteinlegung für die St.-Mathilde-Kirche, am 6. Juni 1858 folgte ihre Konsekration. Bischof Konrad Martin erhob am 14. August 1858 St. Mathildis dann auch zur eigenen Pfarrei, Wilhelm Elsing wurde ihre erster Pfarrer. Von Quedlinburg aus wurde 1899 die Herz-Jesu-Gemeinde in Thale als Tochtergemeinde gegründet, die 1921 zur selbstständigen Pfarrei erhoben wurde.
Seit 1973 ging die Verwaltung an das bischöfliche Amt Magdeburg über, welches 1994 zum Bistum Magdeburg erhoben wurde.
Nach dem Zweiten Weltkrieg war infolge der Flucht und Vertreibung Deutscher aus Mittel- und Osteuropa die Mitgliederanzahl der Gemeinde durch Flüchtlinge angestiegen, so dass der Platz der kleinen St.-Mathilde-Kirche nicht mehr ausreichte.
Darum hatte die Gemeinde 1954 mit dem Rat der Stadt Quedlinburg einen Vertrag zur Nutzung von St. Wiperti als Filialkirche abgeschlossen, die nach einer mehrjährigen Restaurierung von Ostern 1959 an für katholische Gottesdienste der Pfarrei Quedlinburg genutzt wird. Von der Gemeinde wird die St.-Wiperti-Kirche auch Sommerkirche genannt, weil sie nicht beheizbar ist und darum nur im Sommerhalbjahr, in etwa von Pfingsten bis zum Erntedankfest, benutzt wird.
Am 1. März 2006 wurde der Gemeindeverbund Quedlinburg–Hedersleben–Thale errichtet, damals gehörten rund 1.100 Katholiken zur Pfarrei St. Mathilde in Quedlinburg. Aus dem Gemeindeverbund entstand am 2. Mai 2010 die heutige Pfarrei St. Mathilde mit Sitz in Quedlinburg, zu der die St.-Gertrud-Kirche in Hedersleben und die Herz-Jesu-Kirche in Thale als Filialkirche gehören. 2016 gehörten zur Pfarrei rund 1.650 Mitglieder, wovon 450 zum Einzugsgebiet der Kirche in Thale und 200 nach Hedersleben gehören. Nach einer Vakanz der Pfarrstelle 2019 und Leitung durch einen Pfarradministrator 2021 wird seit Sommer 2021 die Pfarrei durch eine Pfarreileitung unter Moderation eines Priesters geführt.
Die Pfarrei umfasst die Gemeinden Quedlinburg (mit Ausnahme des Ortsteils Gernrode), Thale (mit Ausnahme der Ortsteile Allrode und Treseburg), Hedersleben, Selke-Aue und Ditfurt jeweils mit ihren Ortsteilen, sowie aus der Stadt Seeland der Ortsteil Gatersleben.